# Josip Biffel
Josip Biffel (Zagreb, 1933. – 2018.), hrvatski slikar

## Životopis
Rođen je u Zagrebu 1933. godine, a preminuo je 5. kolovoza 2018. u Zagrebu. U Zagrebu završio Akademiju likovnih umjetnosti(1959.). Od 1960. godine izlagao u Hrvatskoj i inozemstvu. Radio kao redovni profesor na Akademiji likovnih umjetnosti u Zagrebu od 1979.,prvo na nastavničkom a kasnije na slikarskom odsjeku. Prije toga radio je na slikarskom odjelu škole primijenjene umijetnosti u Zagrebu(1969-1979.).
Oslikao je nacionalni spomenik BiH - Franjevački samostan i Crkva Uznesenja Blažene Djevice Marije u Šćitu, općina Prozor. Njegove tri zidne slike u apsidi (južna strana crkve) iz 1968. godine, u keim tehnici spadaju u najbolja mu ostvarenja. Na središnjoj slici je Gospa Ramska, zaštitnica ramskog puka, dimenzija 72 m2. Na istočnoj strani južnog zida Mala Gospa, prizor Rođenja Marijinog, dimenzija 27 m2. Na zapadnoj strani južnog zida je slika Duhovi, Dolazak Duha svetoga nad Mariju i apostole, dimenzija 27 m2. U jednoj niši naslikao je Biffel sliku sv. Terezije, oslikao je korsku ogradu, njen friz, u grafito tehnici, prikazavši simbole sakramenata i posljednje stvari čovjeka, izradio je četrnaest postaja Križnog puta u tehnici ulje na platnu. Samostan krasi i Biffelova slika gvardijana fra Eduarda Žilića. Radovi mu se nalaze u privatnim zbirkama i u muzejima domovine i inozemstva: Moderna galerija Zagreb, Muzej suvremene umjetnosti Zagreb, Gradski muzej Varaždin, zbirka crteža Nacionalne i sveučilišne biblioteke, Muzej u Vukovaru, Muzej suvremene umjetnosti Beograd, Zbirka Pavla Beljanskog u Novom Sadu, Hrvatski povijesni institut u Beču, Museo dell Arte Moderna Vaticano, Istituto per Arte e Spiritualita-Brescia, Wallfahrtskapelle-Ebermannstadt, Gallery Rochester-New York i drugdje.